# Ostrov (district de Piešťany)
Pour les articles homonymes, voir Ostrov (homonymie).
Ostrov est un village de Slovaquie situé dans la région de Trnava.

## Histoire
Première mention écrite du village en 1431.

## Démographie

### Évolution de la population
| Année:               | 1994. | 2004.   | 2014.   | 2024.   |
| -------------------- | ----- | ------- | ------- | ------- |
| Nombre de personnes: | 1165  | 1154    | 1236    | 1210    |
| Différence:          |       | -0,94 % | +7,10 % | -2,10 % |

| Année:               | 2023. | 2024.   |
| -------------------- | ----- | ------- |
| Nombre de personnes: | 1221  | 1210    |
| Différence:          |       | -0,90 % |